# 저지 (피륙)

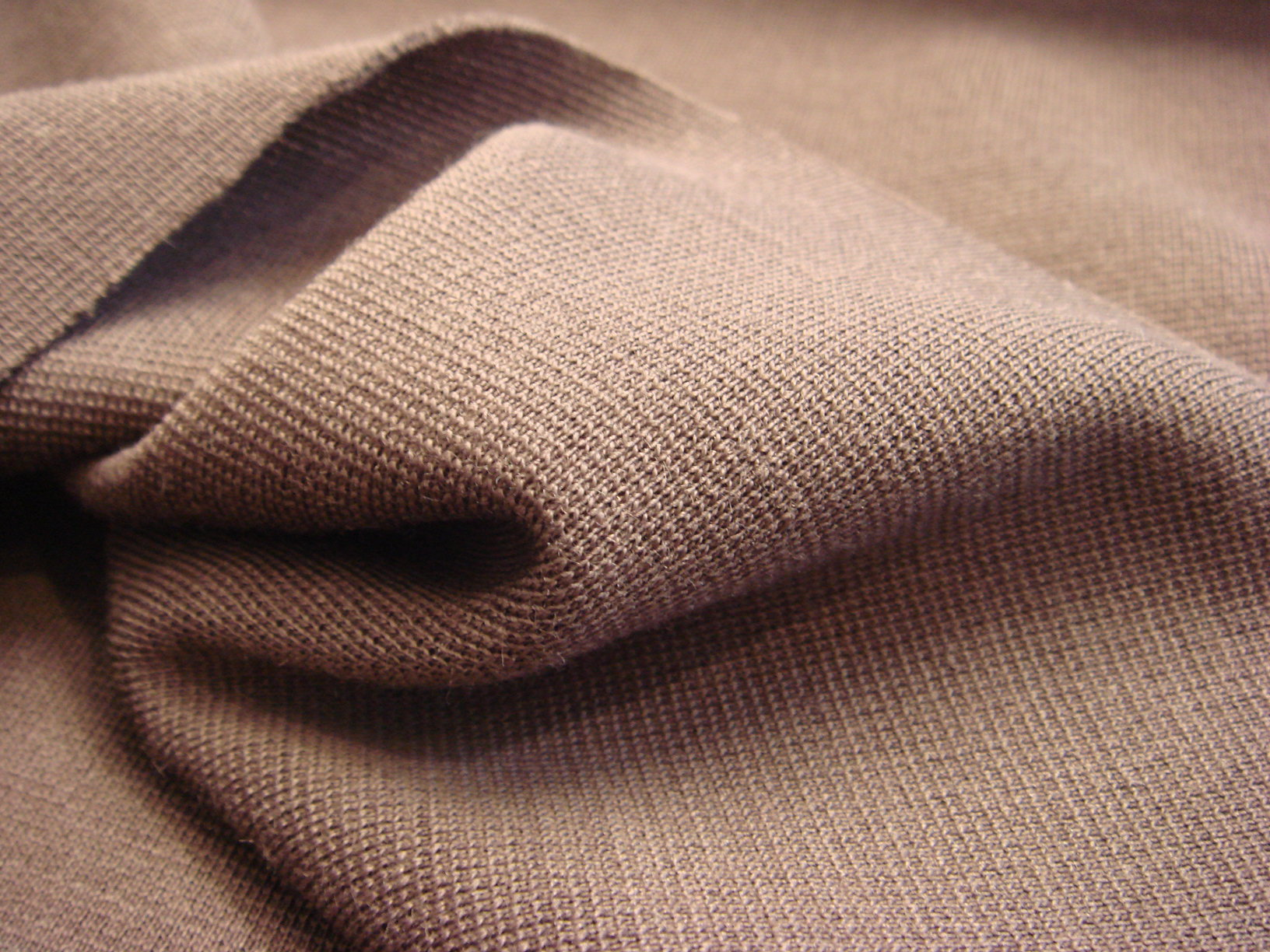

저지(jersey)는 손으로 짠 털옷 같이 기계로 짠 두꺼운 메리야스 직물을 말한다. 원래는 양모로 만든 것만을 일컬었으나 면, 합성섬유로도 만든다.

## 역사
중세 이후 이 소재가 처음 생산된 채널 제도의 저지(Jersey)는 니트 제품의 중요한 수출국이었으며 저지의 양모 직물이 유명해졌다.
1916년, 가브리엘 "코코" 샤넬은 속옷과 엄격하게 관련되어 있던 시기에 저지를 사용함으로써 패션 산업을 뒤엎었다. "이 디자이너는 오늘날의 저지를 만들었다. 우리는 그녀가 만족하기를 바란다"라고 보그(Vogue)는 1999년에 언급했다.

## 구조
저지는 모든 루프가 같은 방향으로 맞물리는 단일 바늘 세트에 편직된 위사 니트 직물이다. 대체로 일반 스티치로 편직된다. 반면 더블 저지는 두 세트의 바늘을 사용하여 편직되며 가장자리가 말리지 않고(절단 시) 보다 안정적인 구조를 갖는다.